# یوشیتاکه سوزوکی
یوشیتاکه سوزوکی (انگلیسی: Yoshitake Suzuki؛ زادهٔ ۶ ژوئیهٔ ۱۹۹۸) بازیکن فوتبال اهل ژاپن است.
از باشگاه‌هایی که در آن بازی کرده‌است می‌توان به باشگاه فوتبال توکیو اشاره کرد.